# エド・バンガー・レコード
エド・バンガー・レコード（Ed Banger Records、Ed Recとも呼ばれる）は、2003年にヘッドバンガーズ・エンターテインメント (Headbangers Entertainment)の一部門としてペドロ・ウィンターによって設立されたフランスの電子音楽レコード・レーベル。ハウス、特にフレンチ・ハウスに加えて、オルタナティヴ・ダンス、エレクトロ、ヒップホップ、ニュー・ディスコ、シンセポップなどの音楽スタイルに焦点を当てている。このレーベルは、ジャスティス、セバスチャン、ブレイクボット、カシウス、DJメディ、ミスター・オワゾ、アフィ、ミド、クレイジー・ボールドヘッド、ミスター・フラッシュ、ソー・ミー、フィーズ、DSL、ボストン・バン、そしてウィンター自身もビジー・P・モスト名義でという形をとり、フランスのアーティストたちを擁している。リリースのほとんどのビデオやアルバムのアートはソー・ミーによってコーディネートされている。

## 略歴
2007年初頭、このレーベルの名声は劇的に高まり、その名簿に登録した多くのアーティストがメインストリームで成功を収めた。最も注目に値するのはフランスのエレクトロニック・グループ、ジャスティスである。ジャスティスは、今はなきエレクトロ・ロック・バンド、シミアンの「Never Be Alone」をリワークした。世界中のクラブで成功を収め、全英チャートでは20位に入っている。このシングルのミュージック・ビデオは、2006年のMTVヨーロッパ・ミュージック・アワードで最優秀ビデオ賞を受賞した。レーベルメイトのアフィも、2006年後半にシングル「Pop the Glock」が国際的にラジオでオンエアされたことにより、その名声が高まった。
2018年、エド・バンガーは設立15周年を迎えた。この記念日を祝うため、ペドロ・ウィンターは2018年3月31日にグラン・レックスでのコンサートを企画し、トーマス・ルーセル指揮による70人の音楽家からなる交響楽団（ラムルー管弦楽団）が演奏する、新旧問わずレーベルの主力タイトルのカバーを披露した。

## コラボレーション
エド・バンガー・レコードは化粧品ブランドのウスル・エアラインズと協力して暗闇で光るマニキュアを作成し、ビジー・Pによる特別なミニ・ミックスとともに販売した。
レーベルの10周年とガール・ディストリビューション・カンパニー (Girl Distribution Company)の20周年を記念して、ガール・ディストリビューション・カンパニーのスケートボード・チームのライダーであるシーン・マルト (Sean Malto)のリミックス・ビデオ・パートに加えて、エド・バンガー・シリーズのスケートボード・デッキが、2013年7月に発表された。スケートボード・デッキのアートワークはアーティスト、ミスター・オワゾ、ブレイクボット、ジャスティス、セバスチャン、ビジー・Pからインスピレーションを得たもので、マルトのパートはジャスティスとミスター・オワゾによって音楽に編集された。

## 所属アーティスト
最新の名簿
- 10LEC6
- アレックス・フランケル (Alex Frankel)[5]
- ボルシア (Borussia)
- ブレイクボット (Breakbot)
- ビジー・P (Busy P)
- DSL
- フィーズ (Feadz)
- ジャスティス (Justice)
- クレイジー・ボールドヘッド (Krazy Baldhead)
- ローラン・ガルニエ (Laurent Garnier)
- マッド・レイ (Mad Rey)
- ミッキー・ムーンライト (Mickey Moonlight)
- モレキュール (Molécule)
- ミスター・オワゾ (Mr. Oizo)
- ミド (Myd)
- ピエール・ルソー (Pierre Rousseau)
- サブリナ・アンド・サマンサ (Sabrina & Samantha)
- セバスチャン (SebastiAn)
- ソー・ミー (So Me)
- トマス・ルーセル (Thomas Roussel)
- ヴァーニッシュ・ラ・ピシーヌ (Varnish la Piscine)

旧メンバー
- ボストン・バン (Boston Bun)
- カシウス (Cassius)
- DJメディ (DJ Mehdi)
- ミスター・フラッシュ (Mr. Flash)
- パラ・ワン (Para One)
- リトン (Riton)
- アフィ (Uffie)
- バカリアス・ブリス (Vicarious Bliss)
- ウラジミール・コシュマール (Vladimir Cauchemar)

コラボレーション
- Carte Blanche (DJメディ + リトン)
- Ed Banger House Party (ビジー・P + パラ・ワン + ボストン・バン)
- Handbraekes (ミスター・オワゾ + ボーイズ・ノイズ)